# Арлингтон (Небраска)
Арлингтон (енгл. Arlington) град је у америчкој савезној држави Небраска.

## Демографија
По попису из 2010. године број становника је 1.243, што је 46 (3,8%) становника више него 2000. године.
| Група             | 2000.         | 2010.         |
| Белци             | 1.174 (98,1%) | 1.194 (96,1%) |
| Афроамериканци    | 0 (0,0%)      | 1 (0,1%)      |
| Азијати           | 2 (0,2%)      | 6 (0,5%)      |
| Хиспаноамериканци | 13 (1,1%)     | 34 (2,7%)     |
| Укупно            | 1.197         | 1.243         |